# Steen Stig Lommer
Steen Stig Lommer (født 26. august 1960 i København) er en dansk skuespiller og teaterchef.
Han er søn af skuespilleren og teaterchefen Stig Lommer samt skuespillerinden og teaterchefen Lone Hertz.
Blandt hans opgaver på film/tv kan nævnes barndomsvennen i novellefilmen Pigen med de grønne øjne (1994) og Uffe Spage Andersen i Alletiders Nisse (1995). Mest kendt er han nok for sin rolle i Ørnen (2004–06).
Steen er også med i julekalenderen Julestjerner hvor han spiller Bjarne betjent, som også er Bjarne brugs.
Steen er desuden fætter til Anders Peter Bro, Nicolas Bro og Laura Bro, samt nevø til Helle Hertz og Tony Rodian, alle uddannede skuespillere.
Han er siden 2004 teaterchef på Grønnegårds Teatret.

## Filmografi
- Walter og Carlo - yes det er far (1986) – Arnold
- Århus by Night (1989) – Bruun
- Superdame (Tv-film) – (1991) – Købmand
- Den store badedag (1991) – Blikkenslager
- Nattevagten (1994) – Chef
- Davids bog (1996) – Mand på kontor
- Ørnens øje (1997) – Stormand
- Når mor kommer hjem (1998) – Aftenvagt
- Albert (1998) – Diamantmanden
- Pizza King (1999) – Walther
- Manden bag døren (2003) – Politimand
- Afgrunden (2004) – Urban Gad
- Unge Andersen (2005) – Oehlenschläger
- Opbrud (2005) – David
- Deadline (2005) – Mogens
- Drømmen (2006) – Lærer Olsen
- Supervoksen (2006) – Buschauffør
- Hjemve (2007) – Missionær
- Kollegiet (2007) – Katrines far
- Se min kjole (2009) – Pervers forretningsmand
- Kapgang (2014)
- Mennesker bliver spist (film fra 2015)

### Tv-serier
- Een gang strømer..., afsnit 1 (1987) – Henrik Gårdboe-Jensen
- Superdame – Købmand
- Mørklægning (miniserie) (1992) – Frandsen, fotograf
- Alletiders nisse (1995) (julekalender) – Uffe Spage Andersen
- Karrusel, afsnit 3 (1998) – Klient 1
- Pas på mor (1998-1999) – Morten
- Taxa, afsnit 56 (1999) – Husværten
- Finn'sk fjernsyn (1999) – Forskellige roller
- Edderkoppen (2000) – Carlo
- Rejseholdet, afsnit 20 (2002) – Henning
- Krøniken, afsnit 10 (2004) – Volmer Sørensen
- Forsvar, afsnit 18-21 (2004) – Svend Jarner
- Ørnen (2004-2006) – Villy Frandsen
- Sommer, afsnit 5 (2008) – Torben
- Pagten (2009) – Poul
- Julestjerner (2012) – Bjarne